# ماساو يوشيدا (لاعب كرة قاعدة)
ماساو يوشيدا (باليابانية: 吉田正男؛ بالكانا: よしだ まさお) هو لاعب كرة قاعدة ياباني، ولد في 14 أبريل 1914 في إيتشينوميا في اليابان، وتوفي في 23 مايو 1996.